# 8626 Melissarauch
8626 Melissarauch eller 1981 EC18 är en asteroid i huvudbältet som upptäcktes den 2 mars 1981 av den amerikanska astronomen Schelte J. Bus vid Siding Spring-observatoriet. Den är uppkallad efter den amerikanska skådespelerskan Melissa Rauch.
Asteroiden har en diameter på ungefär 4 kilometer.